# 研究硕士
研究硕士（英語：Master of Research；通常简写为MRes、MARes、MScRes或MScR）是得到国际认可的高级研究生研究学位。在大多数情况下，该学位旨在为学生提供博士学位研究的准备。但此学位对于想寻求学术界以外工作的学生也相当有用，特别是在需要研究技能，但不需要博士学位的行业。